# Han Seung-gyu
Đây là một tên người Triều Tiên, họ là Han.
Han Seung-gyu (sinh ngày 28 tháng 9 năm 1996) là một tiền vệ bóng đá Hàn Quốc thi đấu cho Ulsan Hyundai.